# Olivier de Feschal
Pour les articles homonymes, voir Olivier (homonymie).
 (juillet 2025).
Si vous disposez d'ouvrages ou d'articles de référence ou si vous connaissez des sites web de qualité traitant du thème abordé ici, merci de compléter l'article en donnant les références utiles à sa vérifiabilité et en les liant à la section « Notes et références ».
Olivier [II] de Feschal, seigneur de Marboué, du Bourgeau, de la Macheferrière, de Chemeré-le-Roi, de la Guéhardière, de la Guenaudière, de Gérigny, de Longuefuye, de Miré, du fief des Régales, du Coudray près Château-Gontier, du Verger, du Morant en Quelaines et de la Motte d'Auvray , fut gouverneur de Laval. Il est membre de la famille de Feschal.

## Biographie

### Origines
Olivier de Feschal est le fils d'Olivier de Feschal et de Marie Corbin. Capitaine du dauphin, il était à la levée du siège d'Orléans en 1429. 

### Seigneur et gouverneur de Laval
Olivier succéde comme gouverneur du comté de Laval en 1430 à Lancelot II Frezeau, chevalier, seigneur de La Frézelière.  Il était gouverneur de Laval sous Guy XIV de Laval et l'un des capitaines des troupes commandées par Guy de Laval-Loué, seigneur de Montjean. 
Vivant en 1441, il est témoin, au milieu de la ville de Laval, du combat qui eut lieu en 1444, entre Finot, seigneur de Bretignolles et Arthus de Cliffeton, chevalier anglais, qui fut vaincu et perdit la vie dans ce combat. C'est par cette alliance que la famille Ouvrouin s'éteignit dans celle de Feschal et non, comme on l'a dit plusieurs fois, par une alliance de Jeanne des Roches avec un Feschal.
Il acquiert la châtellenie de Chémeré-le-Roi, de Jean de Landivy en 1441.
Jean d'Alençon vend la châtellenie de Bazougers en 1441 pour 8000 écus d’or à Olivier de Feschal.

### Mort et testament
Olivier de Feschal fait son testament le 13 février 1465 ; il désigne l'église d'Astillé pour son lieu de sépulture, et donna à perpétuité, au collège et chapitre du Cimetière-Dieu, quatre livres de rentes que lui devait Jean le Charretier, sur son lieu de la Lamerie en Bonchamp, pour quatre anniversaires par an, et en outre quinze livres une fois payées pour aider à la réparation de l'église.

## Famille
Olivier de Feschal est le père de Marguerite de Feschal. Cette dernière épouse Jean Bourré. C'est elle qui surveillera la construction du château du Plessis-Bourré.